# Битка при Жарнак
Битката при Жарнак (на френски: Bataille de Jarnac) е едно от най-големите стълкновения между католици и хугеноти по време на религиозните войни във Франция. Тя се състои на 13 март 1569 г. недалеч от важната хугенотска крепост Ла Рошел в западната част на страната. Завършва с впечатляваща победа за католиците, но те не съумяват да се възползват от нея.

## Началото на войната
Третата религиозна война (1568 – 1570) е най-ожесточената и кървавата до този момент. Начело на кралската армия застава братът на Шарл ІХ, младият херцог д'Анжу, съветван обаче от опитния военачалник Гаспар дьо Таван. Той напуска Париж през ноември 1568 г. и се спуска на юг, към река Шарант, където го очаква голяма хугенотска войска, командвана от принц Луи І дьо Конде и Гаспар дьо Колини, адмирал на Франция. Хугенотите вече са завладели Коняк и по-малкото градче Шатоньоф. Около месец противниците маневрират и се дебнат, но тъй като не смеят да се хвърлят безразсъдно в битка, такава не се състои. В края на годината те заемат зимни квартири. Едва в началото на март Анжу подновява кампанията, приближавайки град Ангулем. На 12 март 1569 г. силите му преминават река Шарант и заемат силни позиции при градчето Жарнак.
Силите на двете страни са почти изравнени. Хугенотите разполагат с 18 000 пехота и 4000 конница, докато католиците имат 15 000 пехота и 8000 конница.

## Поражението на хугенотите
Пресичането на реката сварва хугенотите неподготвени, тъй като те са опасно разпръснати. Колини с едната част от армията се намира при Басак, Конде е надолу по реката, при Жарнак. Адмиралът се опитва да заобиколи католическите позиции и да се съедини с Конде, но Анжу му попречва. С бързо действие той разбива ариергарда на Конде, като пленява неговите командващи Ла Ну и д'Андело. В същото време Колини напада католиците и иска помощ от принца. Конде сам застава начело на триста рицари, но отчаяният му опит да спаси ситуацията завършва фатално. Тъй като е със счупен крак поради падане от кон точно преди сражението, той не успява да организира добре хората си. Обграден е от превъзхождащи сили и е пленен. По време на пленяването (което се случва за втори път след битката при Дрьо през 1563 г.) католиците го убиват. Смята се, че този акт е лична инициатива на офицера, който го залавя, а не принципно нареждане на главнокомандващия. Когато пехотата пристига на мястото, вече е ясно, че битката е изгубена. За Колини не остава друго, освен да отстъпи и де спаси своята част от армията.

## Продължението на войната
Смъртта на Конде прави голямо впечатление, защото той е принц от кралска кръв. Обърканите хугеноти се събират в Коняк, където идва и Жана д'Албре – кралицата на Навара. Тя представя своя 15-годишен син Анри, бъдещият Анри ІV, който оттук нататък (и особено след смъртта на Колини три години по-късно) става водач на хугенотската партия. Заедно с него е представен и Анри, синът на загиналия принц и нов принц на Конде.
В следващите месеци Колини успява да възвърне част от изгубените позиции, преди ново поражение при Монконтур (4 октомври 1569) да постави хугенотите пред пълно унищожение. И отново съдбата се обръща. В началото на 1570 г. те неочаквано набират сила, напредват по река Рона към Париж и принуждават краля да подпише триумфалния договор от Сен Жермен, с който получават редица права. Така че битката при Жарнак, макар и тежко поражение, няма трайни последици за хугенотската кауза.